# Wyoming Highway 272
Der Wyoming Highway 272 (kurz: WYO 272) ist eine 5,34 km lange State Route im US-Bundesstaat Wyoming, die im Osten des Bundesstaates im Niobrara County verläuft. Die Straße ist auch als North Lance Creek Road bekannt.

## Streckenverlauf
Der Wyoming Highway 272 beginnt an der Kreuzung mit dem Wyoming Highway 270, nordöstlich des Ortes Lance Creek im nördlichen Niobrara County. Der Highway verläuft von dort in nördliche Richtung, überquert den Fluss Lance Creek und führt in die Lance Creek Fossil Area hinein. Die State Route endet nach insgesamt 5,34 km und verläuft weiter als Niobrara County Road 14.

## Belege
1. 1 2  AARoads: Wyoming State Route Log: 200 through 299. Abgerufen am 19. März 2024 (amerikanisches Englisch).